# Causses

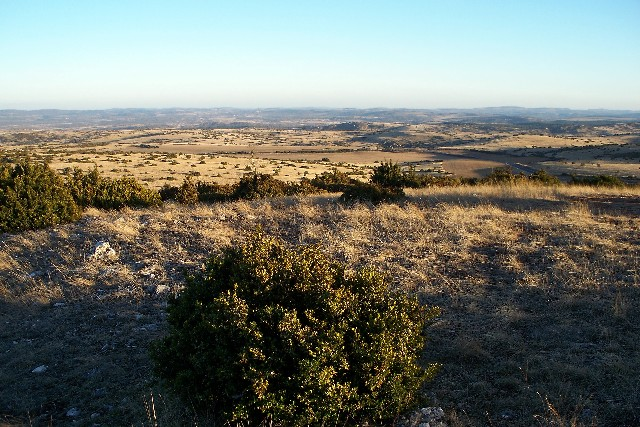
Causse du Larzac

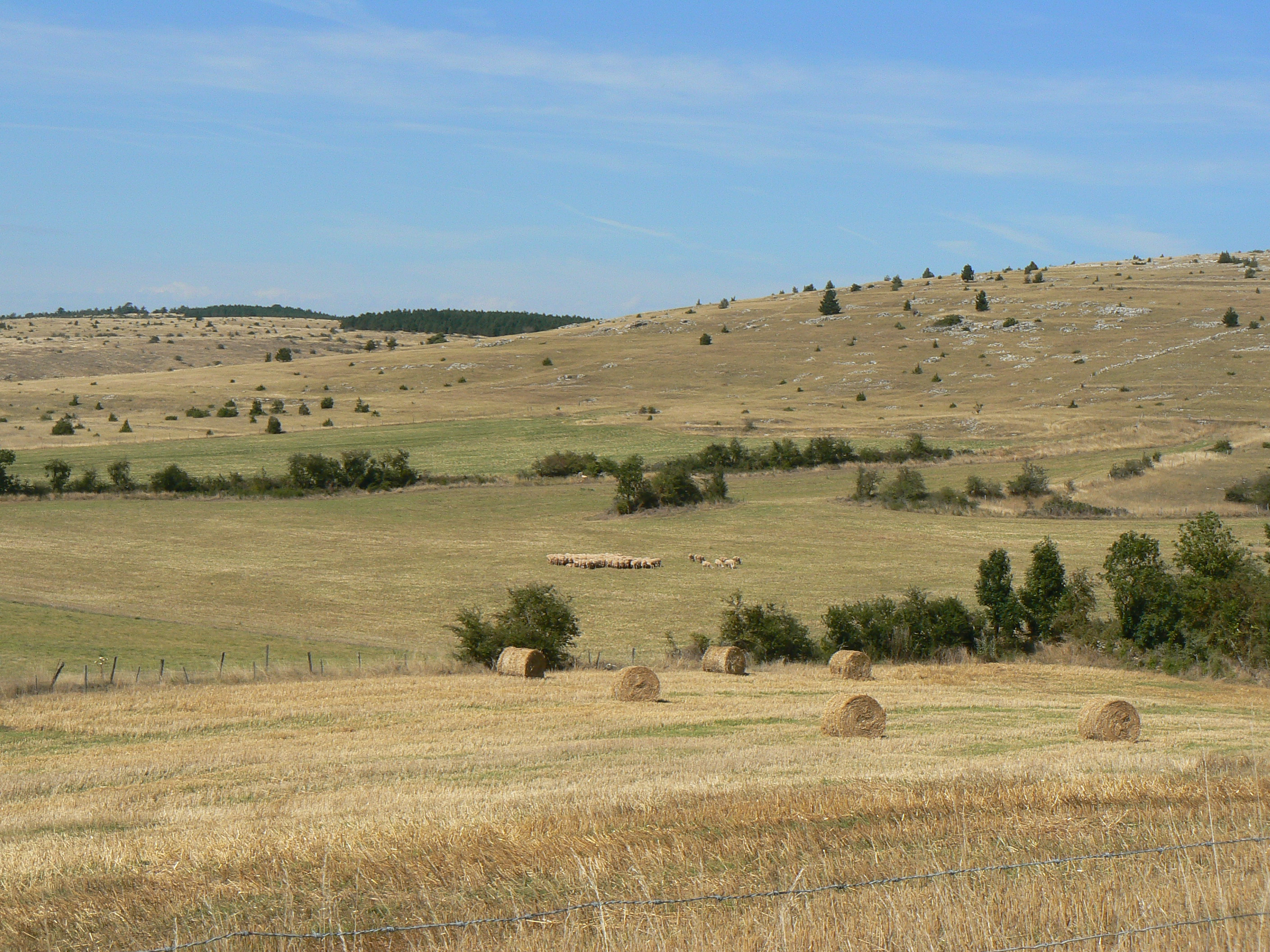
Causse de Sauveterre

De Causses zijn een groep kalkplateaus op een hoogte van 700-1200 meter in het Franse Centraal Massief. Ze worden in het noordwesten begrensd door Limousin en Périgord en in het oosten door de Aubrac en de Cevennen. In 2011 werden de Causses net als de Cevennen door UNESCO opgenomen in de werelderfgoedlijst als mediterraan agropastoraal cultuurlandschap.
Er zijn rotsformaties, avens en grotten, en enkele rivieren hebben diepe kloven in de plateaus uitgesleten, zoals de Tarn (Gorges du Tarn), de Dourbie (Gorges de la Dourbie), de Jonte (Gorges de la Jonte), de Lot, de Vis en de Aveyron.
Het klimaat op de Causses kenmerkt zich door droge, hete zomers en strenge winters.
De flora bestaat uit beukenbossen, zomereiken en grove dennen in het westen. In het oosten distels en lavendel met enkele jeneverbesstruiken.
Van het noordwesten naar het zuidoosten zijn er de volgende plateaus:
- Causses du Quercy:
  - Causse de Martel (Lot)
  - Causse de Gramat (Lot)
  - Causse de Limogne (Lot)
  - Causse de Cajarc (Lot)
- Grands Causses:
  - Causse du Comtal (Aveyron)
  - Causse de Sévérac (Aveyron)
  - Causse Noir (Aveyron)
  - Causse du Larzac (Aveyron)
  - Causse Rouge (Aveyron)
  - Causse de Sauveterre (Lozère)
  - Causse Méjean (Lozère)